# Frances Marie Burke
Frances Marie Burke (Filadelfia, 4 maggio 1922 – 2 dicembre 2017) è stata una modella e attrice statunitense, eletta Miss America 1940.

## Biografia
È stata la prima Miss America ad essere incoronata presso il Boardwalk Hall.
Per un breve periodo lavorò come modella e attrice. In seguito sposò Lawrence Kennedy, rimanendogli a fianco per oltre cinquanta anni e dandogli quattro figli e dieci nipoti.